# Вали Спрингс (Јужна Дакота)
Вали Спрингс (енгл. Valley Springs) град је у америчкој савезној држави Јужна Дакота.

## Демографија
По попису из 2010. године број становника је 759, што је 33 (-4,2%) становника мање него 2000. године.
| Група             | 2000.       | 2010.       |
| Белци             | 779 (98,4%) | 725 (95,5%) |
| Афроамериканци    | 0 (0,0%)    | 4 (0,5%)    |
| Азијати           | 3 (0,4%)    | 1 (0,1%)    |
| Хиспаноамериканци | 8 (1,0%)    | 9 (1,2%)    |
| Укупно            | 792         | 759         |